# Park Sha‘ashu‘im Superland
Park Sha‘ashu‘im Superland är en park i Israel.   Den ligger i distriktet Centrala distriktet, i den norra delen av landet. Park Sha‘ashu‘im Superland ligger 13 meter över havet.
Terrängen runt Park Sha‘ashu‘im Superland är platt. Havet är nära Park Sha‘ashu‘im Superland åt nordväst. Runt Park Sha‘ashu‘im Superland är det mycket tätbefolkat, med 1 177 invånare per kvadratkilometer. Närmaste större samhälle är Rishon LeẔiyyon, 4,4 km öster om Park Sha‘ashu‘im Superland. 